# Marietta Böning

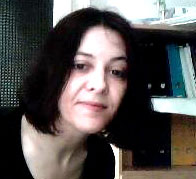
Marietta Böning

Marietta Böning (* 1971 in Hanau) ist eine seit 1998 in Wien lebende, deutschsprachige Autorin und Mitglied der Grazer Autorinnen Autorenversammlung. Erste Texte publizierte sie in Gießener Literaturzeitschriften; 1996–1997 war sie Redaktionsmitglied der mittelhessischen Literaturzeitschrift Shanghai Opera seit ihrer Gründung durch Rolf Haaser und Harald Schätzlein.
Sie schreibt vornehmlich Lyrik, aber auch Prosa und in dramatischen Formen, Literaturkritiken (Literaturhaus Wien, Der Standard, derStandard.at, Wespennest, literaturkritik.de u. a.) und ist auch kulturwissenschaftlich tätig (Publikationen zu Gegenwartspoetik, Fragen der Intertextualität und zum Urheberrecht in Literatur und im User generated Content).
Es bestehen Parallelen zur Lyrik der Experimentellen Literatur z. B. in der Tradition der Wiener Gruppe, die sie aber erst nach dem ersten, teilweise experimentellen Gedichtband „raumweise“, der auch Visuelle Poesie beinhaltet, beeinflusste. Deren Avantgarde-Verständnis teilt sie als historisches, während es sich innerhalb der Wiener Szene zum Teil hält. Früh beeinflusst wurde sie von der Analytischen Sprach- und Geistesphilosophie sowie dem Neostrukturalismus.
Die formenpluralistische Lyrik weist ausdrucksstarke Bilder auf und viele Assonanzen, die ersten Texte sind oft zuerst klanglich geprägt (Klang über Sinn). In Prosa und Drama thematisiert die Autorin Infrastrukturen der Macht.
Medien-übergreifend: Improvisations-Performances Klang/Text mit Michael Fischer, Connex/Radio Orange; lyrisch-politischer Filmessay „Klarl, Anton und Marie“ mit Mathias Szarbinski und Otto Mörth.

## Auszeichnungen
- Förderungspreis für Literatur der Stadt Wien 2007
- Theodor-Körner-Preis (Österreich) für Literatur 2006
- Förderpreis der Dr.-Maria-Schaumayer für Frauenkarrieren in der Wissenschaft 2006
- Luaga & Losna Dramatikerstipendium 2002
- Preisträgerin Lyrikwettbewerb der Akademie Graz 1998, 1. Platz

## Publikationen
- raumweise (1998), Gedichte und lyrische Prosaminiaturen, Edition Das fröhliche Wohnzimmer.
- Seh-Gänge (2002), Gedichte und lyrische Prosaminiaturen, Edition Das fröhliche Wohnzimmer.
- Rückzug ist eine Trennung vom Ort (2006), Gedichte und lyrische Prosaminiaturen Edition Das fröhliche Wohnzimmer.
- Die Umfäller (absurdes Drama), Edition ch 2008.
- Killer Content versus Kommerz. Das kulturökonomische Dilemma des Qualitätsjournalismus im World Wide Web, Berlin 2006.
- Lyrik in Literaturzeitschriften (Freibord, Lichtungen, Wohnzimmerzeitung).
- Lyrik in Anthologien: „Casualties of a Comic Crash“, Comic/Visuelle Poesie, in: Das große ABC-Buch, Edition das Fröhliche Wohnzimmer 2007; „Das Reißen des Auges am Fuß“, in: Kratze Kritz das Leben. Eine Gedichteversammlung, Das fröhliche Wohnzimmer 2007; „Stell dir vor, dir bricht der Morgen von der Nacht“, in: Morgenbetrachtungen, hg. v. Erika Kronabitter; Bucher-Verlag 2008; „Psychophysische Reimgedichte“, Anthologie zum Feldkircher Lyrikpreis 2008, Ed. Art & Science 2008.
- Prosa: „Gedankliche Anästhesie“, in: TXTOUR, Anthologie Siemens-Literaturpreis, Haymon 1999; „Fehler im Betriebssystem“, in: Lichtungen 102, Graz 2005.